# Hirtodrosophila confusa
Hirtodrosophila confusa is een vliegensoort uit de familie van de fruitvliegen (Drosophilidae). De wetenschappelijke naam van de soort is voor het eerst geldig gepubliceerd in 1844 door Rasmus Carl Stæger.